# Autorització de treball
L'autorització de treball, anteriorment anomenada permís de treball és, en la legislació espanyola, el document administratiu requerit als ciutadans estrangers perquè puguin treballar a l'estat espanyol.
Està regulat per la Llei Orgànica 4/2000, reformada per la L.O. 14/2003, i coneguda informalment com a Llei d'estrangeria, que estableix el següent:
Els estrangers més grans de 16 anys que desitgin exercir a Espanya una activitat lucrativa, laboral o professional, per compte propi o per compte d'altri, hauran d'obtenir prèviament la corresponent autorització administrativa per a treballar.
Aquest règim no s'aplicarà als qui tinguin la nacionalitat dels Estats membres de la Unió Europea, ni als nacionals de tercers països a qui, per motiu de parentiu, sigui d'aplicació el règim comunitari.

## De l'autorització de treball i els règims especials
- L'article 36, tracta de l'autorització per a la realització d'activitats lucratives. Estableix que per a la contractació d'un estranger l'empresari haurà de sol·licitar l'autorització de l'apartat 1 d'aquest article, la carència de l'autorització per part de l'empresari no invalidarà el contracte de treball respecte als drets del treballador estranger ni serà obstacle per a les prestacions que puguin correspondre-li.
- Article 37: Autorització de treball per compte propi.
- Article 38: L'autorització de treball per compte d'altri.
- Article 39: El contingent de treballadors estrangers el podrà establir el govern.
- Article 40: Supòsits específics, per exemple els refugiats i els estrangers nascuts i residents a Espanya.
- Article 41:Excepcions a l'autorització de treball, per exemple en el cas de tècnics i científics estrangers invitats o contractats per l'Estat i les Comunitats Autònomes, o ens locals o organismes que tinguin per objecte la promoció i desenvolupament de la recerca.
- Article 42: Règim especial dels treballadors de temporada.
- Article 43: Treballadors transfronterers i prestació transnacional de serveis que s'estableixen reglamentàriament